# John Willis Ellis
John Willis Ellis, född 23 november 1820 i Rowan County, North Carolina, död 7 juli 1865 i Raleigh, North Carolina, var en amerikansk demokratisk politiker och jurist. Han var North Carolinas guvernör från 1859 fram till sin död.
Ellis utexaminerades från University of North Carolina at Chapel Hill, studerade juridik under Richard Mumsford Pearson och arbetade som advokat i Salisbury. Mellan 1848 och 1858 arbetade han som domare. Ellis förespråkade North Carolinas utträde ur USA men strävade efter försiktighet i det praktiska genomförandet av utträdet tills inbördeskriget bröt ut.
Ellis efterträdde 1859 Thomas Bragg som guvernör. År 1861 avled han i ämbetet i början av amerikanska inbördeskriget och gravsattes på Old English Cemetery i Salisbury.